# Jacopo Salviati

Stemma Salviati

Jacopo Salviati (Firenze, 15 settembre 1461 – 6 settembre 1533) è stato un politico italiano, genero di Lorenzo il Magnifico.

## Biografia

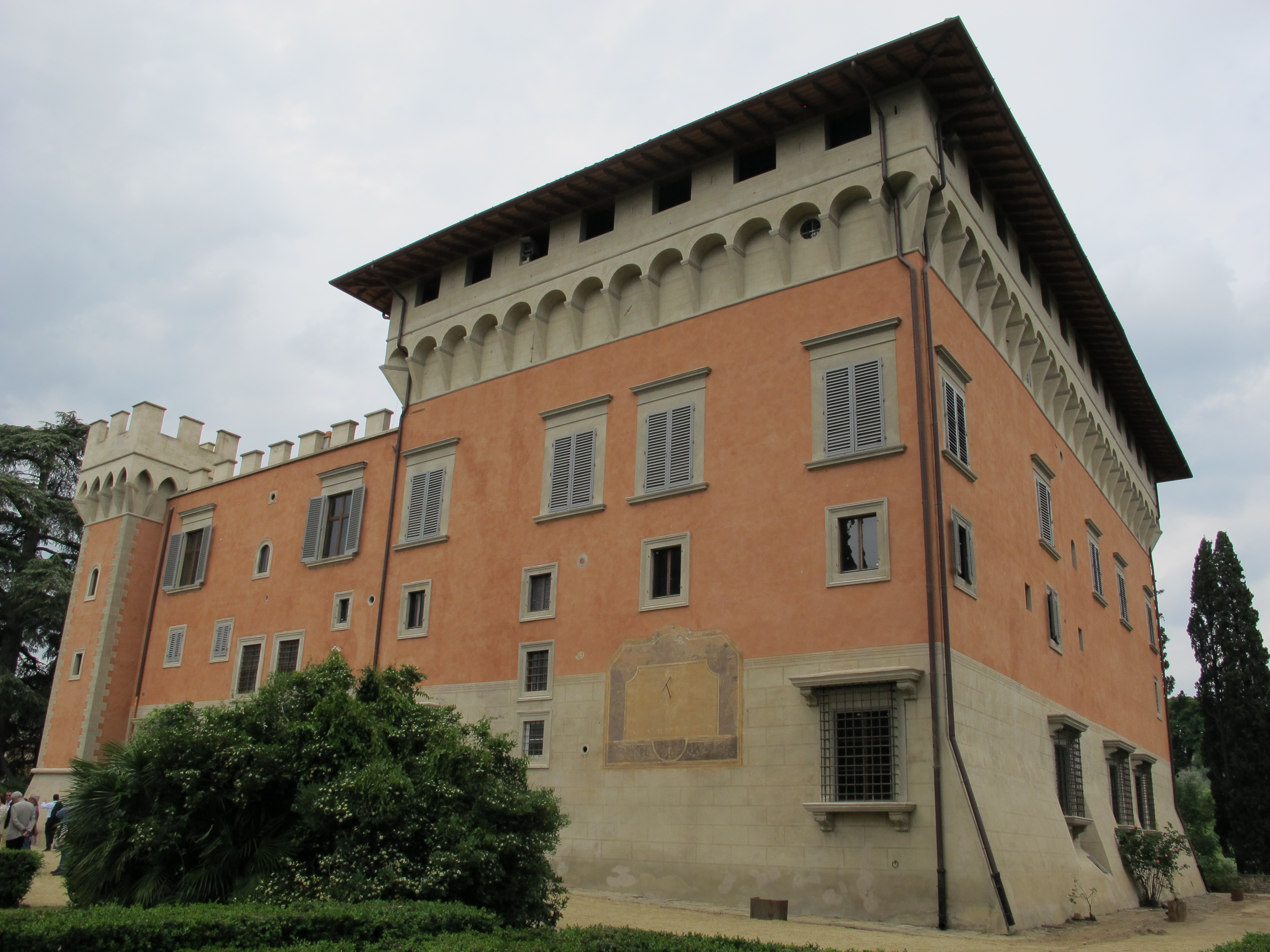
Villa Salviati a Firenze

Figlio di Giovanni Salviati e di Elena (o Maddalena) Gondi Buondelmonti, si dedicò in gioventù agli affari economici di famiglia, acquisendo ingenti ricchezze, per poi dedicarsi alla vita politica cittadina. Le sue cariche seguirono il prestigioso matrimonio con Lucrezia de' Medici, figlia di Lorenzo il Magnifico (celebrato il 10 settembre 1486).
Fu Priore delle Arti nel 1499 e 1518, poi Gonfaloniere di Giustizia nel 1514 e fece parte della balìa di 200 cittadini fiorentini incaricati di riformare il governo repubblicano nel 1531.
Nel 1513 fu nominato ambasciatore a Roma.
In occasione dell'Assedio di Firenze si attivò per cercare di scongiurarlo, ma senza esito. Fu tra i consiglieri di Papa Clemente VII in occasione del suo incontro riappacificatorio con Carlo V del dicembre 1532 a Bologna.
Si prese cura dell'educazione di Giovanni delle Bande Nere, dopo che, ancora infante, era rimasto orfano di padre (Giovanni il Popolano), assieme alla madre Caterina Sforza. A Giovanni diede poi in sposa sua figlia Maria.

## Discendenza
Dall'unione con Lucrezia di Lorenzo de' Medici nacquero 11 figli, alcuni dei quali ricoprirono incarichi di grandissima importanza, o furono genitori di personalità di primissimo spicco della storia rinascimentale italiana:
- Giovanni (1490-1553), cardinale di Santa Romana Chiesa;
- Lorenzo (1492-1539), senatore e mecenate;
- Caterina (1493-c.1535), sposò nel 1511 lo storico fiorentino Filippo de' Nerli;
- Piero (1496-1523), patrizio;
- Luisa (1497-1525), sposò Sigismondo II de Luna e Peralta;
- Battista (1498-1526);
- Maria (1499-1543), sposò Giovanni delle Bande Nere. Con il suo matrimonio si riunirono il ramo principale e quello popolano della famiglia Medici, per questo suo figlio Cosimo venne chiamato a guidare la città dopo la scomparsa del duca di Firenze Alessandro de' Medici;
- Elena (1500-1551), sposò il Marchese Pallavicino e in seconde nozze il Principe Jacopo V Appiano d'Aragona;
- Francesca (1504-c.1572), sposò Piero Gualterotti e in seconde nozze Ottaviano de' Medici, con cui ebbe Alessandro, futuro papa Leone XI;
- Bernardo (1508-1568), cardinale di Santa Romana Chiesa;
- Alamanno (1510-1571), patrizio.